# Capela de Nossa Senhora Auxiliadora (Nova Xavantina)
O Capela de Nossa Senhora Auxiliadora é um bem tombado localizado no município de Nova Xavantina, no Mato Grosso. Fica situado na Avenida Brasil Central, na Praça Dom Bosco.
Foi tombado em 2011 através da portaria n.° 018/2011 publicada em 12 de abril daquele ano.